# アレクサンダー・デニス・E300

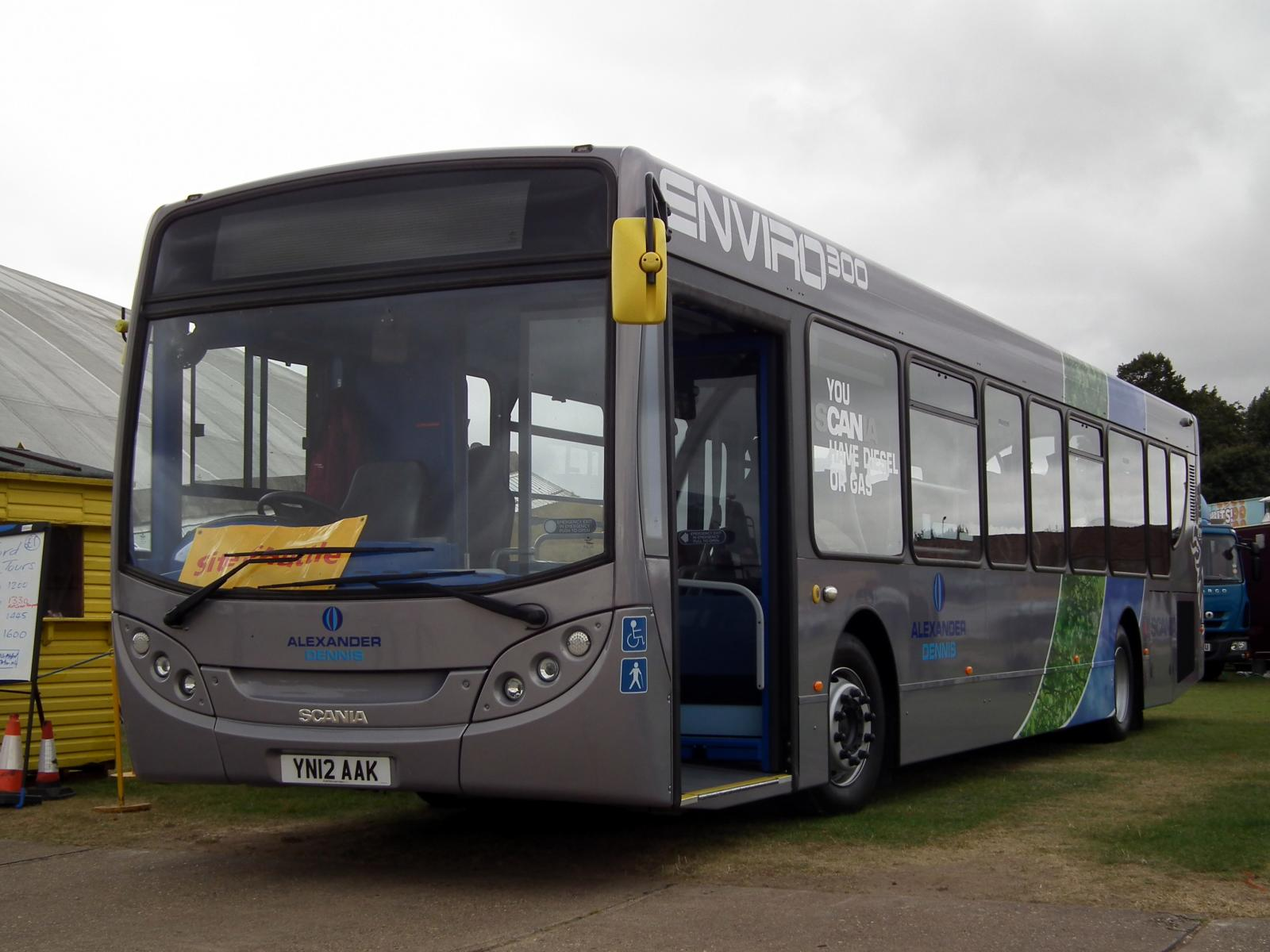
E300の車体を持つスカニア

エンバイロ300（Enviro 300、略称：E300）は、イギリスのアレクサンダー・デニスが生産している一階建て大型ノンステップバスである。
この製品はALX300を継承する製品である。

## 概要
2001年から、本製品はALX300車体を継承する製品として、生産が始まった。
自社のE300車台はもとより、マン・18.240、スカニアK230UB、ボルボ・B7RLEなどの車台でも利用できる。

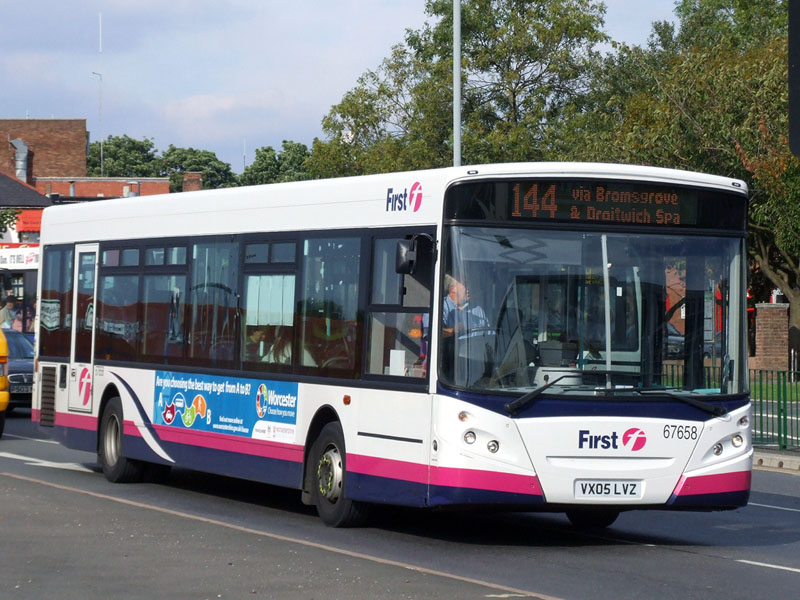
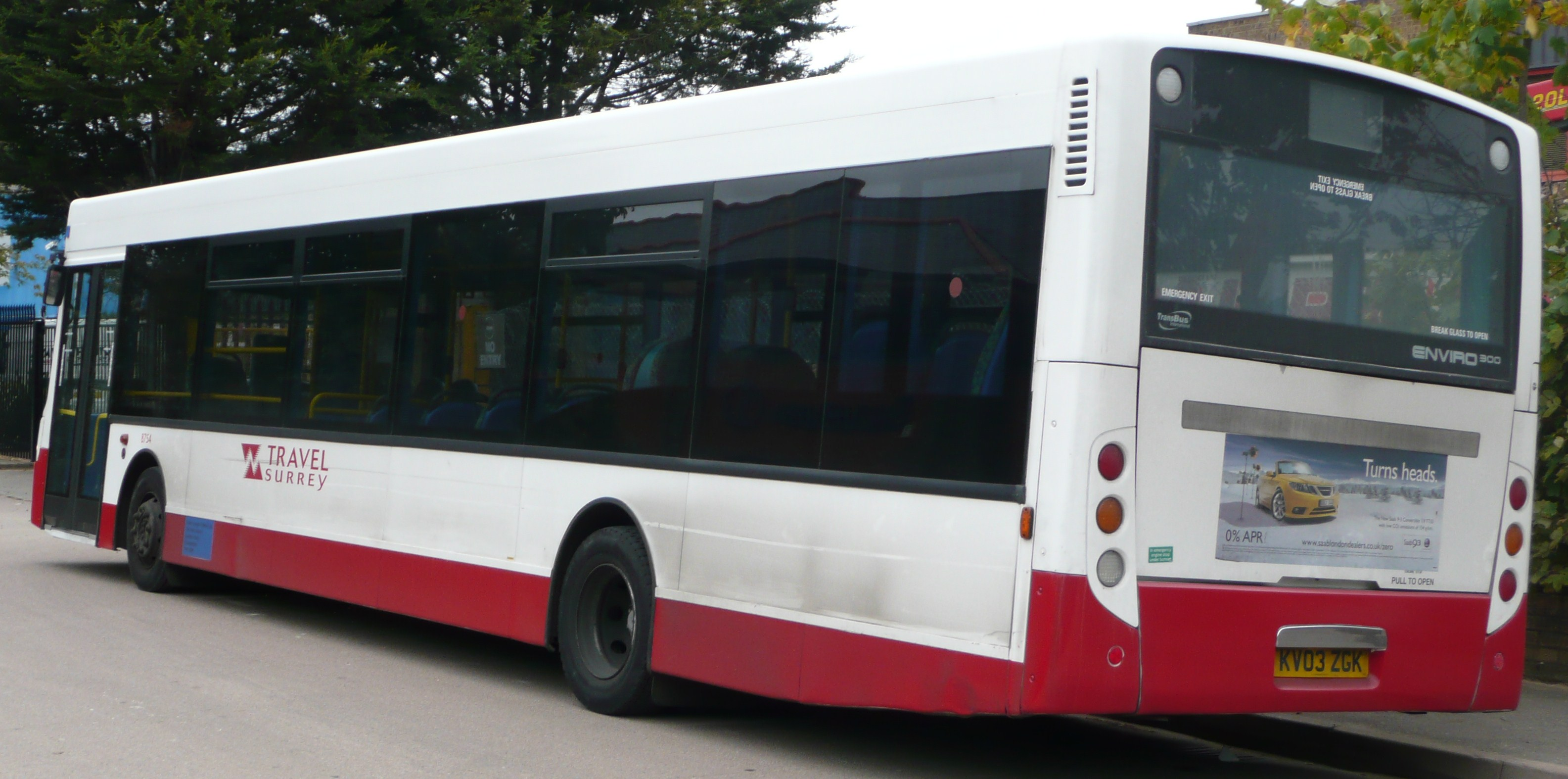
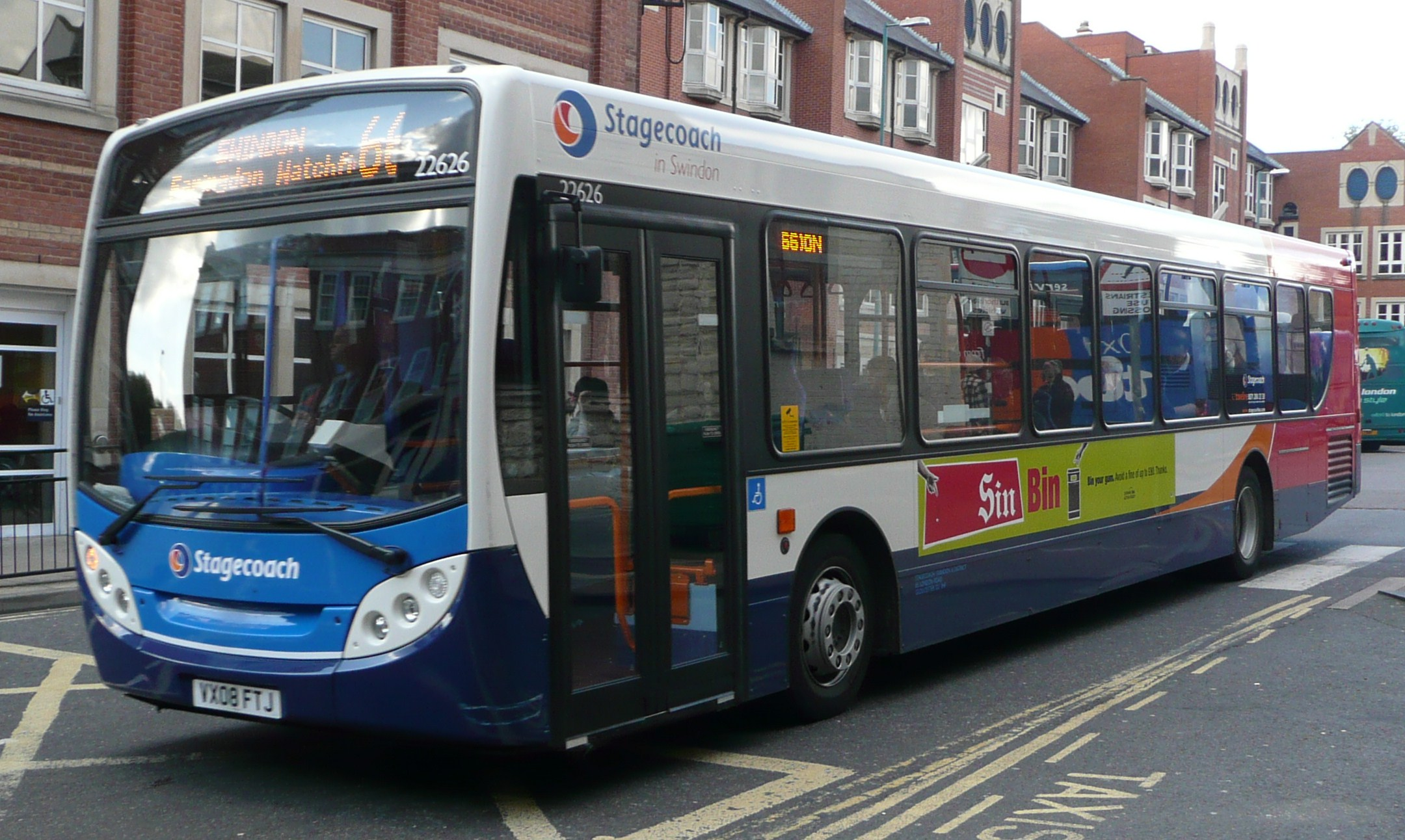
E300の車台を使うマン・18.240、ステージコーチ・ウエス（Stagecoach West）
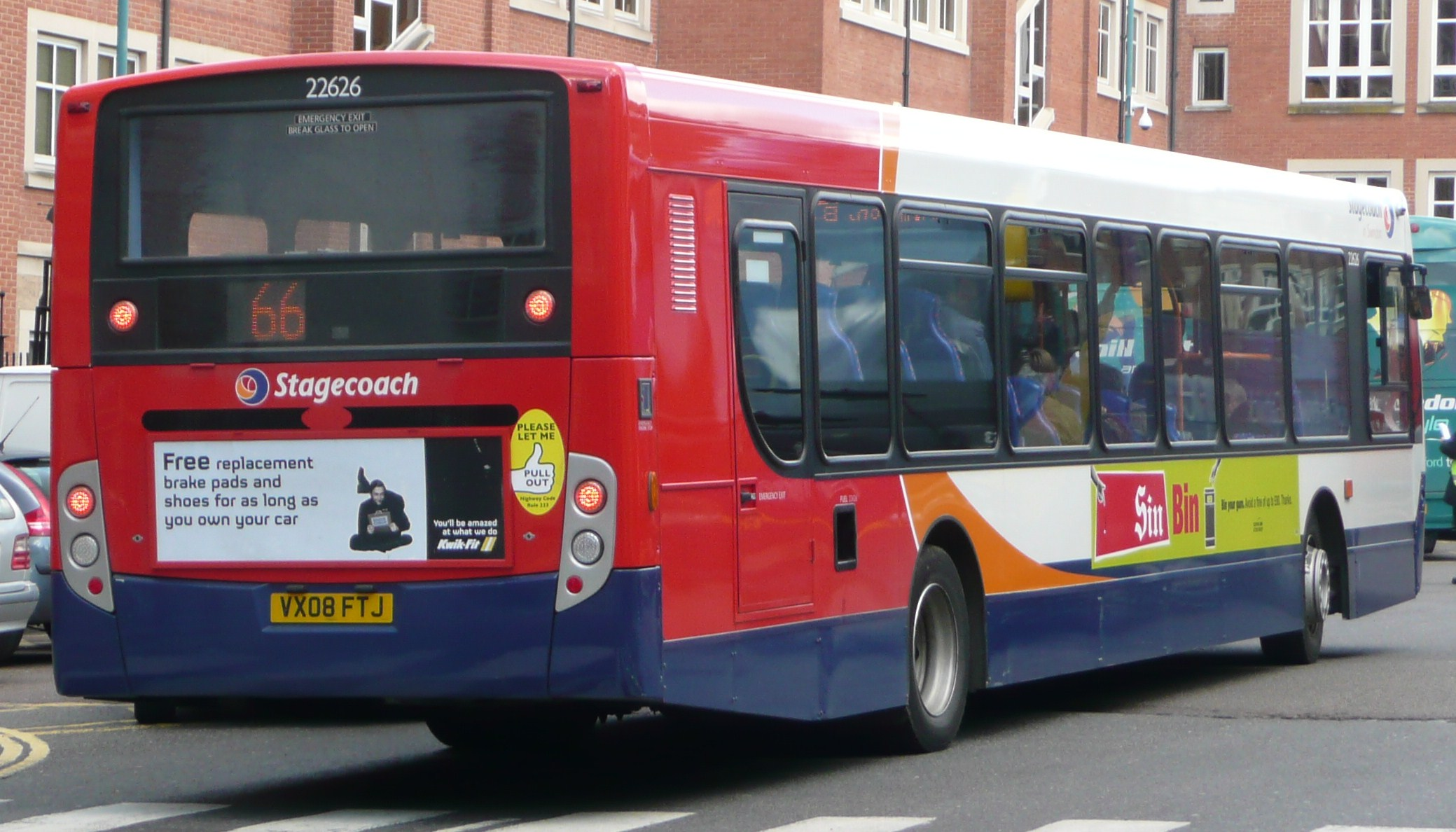
後ろ
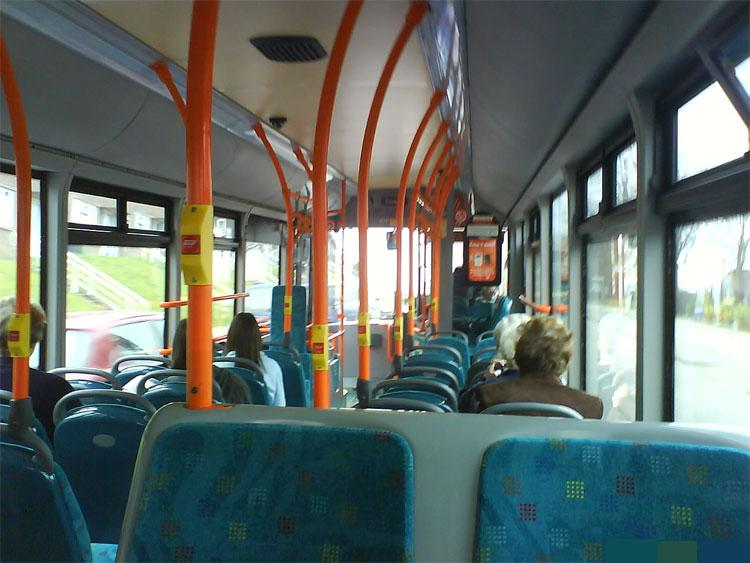
車内のまま